# Oxalis corniculata
Oxalis corniculata или плазећа киселица је ниско растајућа травната биљка из фамилије Оxalidaceae.

## Опис
Има уску, пузаву стабљику која се лако корени на чворовима. Тролисни листови су подељени у три заобљена листића и подсећају на детелину. Неке сорте имају зелене листове, док друге, као што је Oxalis corniculata var.artropurpurea имају љубичасте листове. Листови имају неупадљиве листиће у подножју сваке петељке. Цветови су мали и жути, при чему неки имају латице са округлим ивицама, а други имају оштре крајеве. Цветови се затварају када директно сунце не удара у биљку, отуда и назив "успавана лепотица". Неки примерци могу имати један цвет, док други могу имати преко 20.
Плод је узак и цилиндричан, дуг 1–2 центиметара и истиче се експлозивним испуштањем садржаних семенки, дугих 1 милиметар.

## Дистрибуција
Ова врста вероватно потиче из југоисточне Азије. Први пут ју је описао Линеј у 1753. години коришћењем узорака из Италије, и чини се да је у Италију уведена са истока пре 1500. године. Сада је космополитска у свом распону и често се сматра коровом у баштама, пољопривредним њивама и травњацима.

## Геном хлоропласта
Геномска секвенца хлоропласта је величине 152,189 базних парова, и садржи 131 ген. Укључује пар обрнутих реплика дужине 25,387 базних парова који одваја велики регион са једним примерком дужине 83,427 базних парова. Геном указује да је ова биљка блиско повезана са O. drummondii.

## Употреба
Листови киселице су јестиви и имају киселкаст укус попут лимуна. Напитак се може припремити инфузијом листова у топлој води од око 10 минута, заслађивањем и затим хлађењем. Цела биљка је богата витамином Ц. Свака киселица је безбедна у малим дозама, али ако се конзумира у великим количинама током дужег периода, може да инхибира апсорпцију калцијума у организму. 